# Крімпенервард
Крімпенервард (нід. Krimpenerwaard) — муніципалітет у Нідерландах, у провінції Південна Голландія.

## Населення
Станом на 31 січня 2022 року населення муніципалітету становило 57106 осіб. Виходячи з площі муніципалітету 148,4 кв. км., станом на 31 січня 2022 року густота населення становила 385 осіб/кв. км.
За даними на 1 січня 2020 року 11,4%  мешканців муніципалітету мають емігрантське походження, у тому числі 5,4%  походили із західних країн, та 6,0%  — інших країн.